# Вид в окрестностях Ораниенбаума
«Вид в окрестностях Ораниенбаума» — картина русского художника Алексея Саврасова (1830—1897), написанная в 1854 году. Она является частью собрания Государственной Третьяковской галереи (инв. 824). Размер картины — 78 × 118 см.

## История
В 1854 году ряд картин Алексея Саврасова демонстрировался на выставке в Московском училище живописи и ваяния. Эту выставку посетила великая княгиня Мария Николаевна, которая в то время была  президентом Императорской Академии художеств. Марии Николаевне понравились работы Саврасова (одну из которых, под названием «Чумаки», она купила), и она пригласила его в свою загородную резиденцию, которая находилась между Петергофом и Ораниенбаумом, недалеко от побережья Финского залива.
Там же, в районе дачи Марии Николаевны, Алексей Саврасов написал «Вид в окрестностях Ораниенбаума» и ряд других картин, которые осенью 1854 года экспонировались на выставке Императорской Академии художеств. За две картины из этой серии — «Вид в окрестностях Ораниенбаума» и «Морской берег в окрестностях Ораниенбаума» — 24-летнему художнику было присвоено звание академика.
Картина «Вид в окрестностях Ораниенбаума» была приобретена Павлом Третьяковым в 1858 году. Она была первой картиной Саврасова, приобретённой Третьяковым, и относится к его самым ранним приобретениям.

## Описание
В центре картины изображена поляна, освещённая ярким солнечным светом. Справа от неё находятся деревья и валуны, поросшие мхом и травой. На переднем плане, за двумя крупными валунами находится дуб, листва которого освещена солнцем. У дальнего края поляны видна фигурка сидящей женщины. Вдали, у левого края полотна, под затянутым облаками небом виден небольшой кусочек моря.

## Отзывы
Искусствовед Николай Новоуспенский так писал об этой картине:
Саврасов понимает, что, компонуя картину, художник должен оставаться на почве реальных наблюдений и знания конкретной природы, что в основе пейзажного образа должно лежать реалистическое понимание действительных форм и проявлений жизни. <…> В аналогичном плане решена и картина «Вид в окрестности Ораниенбаума», написанная тем же летом и принесшая Саврасову звание академика. <…> В основе этой картины, несомненно, лежит натурный мотив, вносящий в продуманное композиционное решение достоверность непосредственного наблюдения. Романтическая возвышенность образа слилась с элементами лирической интимности.
Искусствовед Фаина Мальцева обращала внимание на сходство этой картины Саврасова с циклом изображений итальянских аллей Михаила Лебедева, отмечая, что при этом «эмоциональный строй саврасовской картины свободен от романтической пылкости». Она писала, что «современники воспринимали „Вид в окрестностях Ораниенбаума“ как этапную работу в развитии всей пейзажной живописи первой половины пятидесятых годов».